# HD 138221
HD 138221，又名CD-3210868，SAO 206734、HR 5753，是一颗恒星，视星等为6.46，位于銀經337.81，銀緯18.91，其B1900.0坐标为赤經15h 25m 35.1s，赤緯-32° 18.91′ 21″。